# Madri

"Madri", pintura de Raja Ravi Varma, siglos XIX-XX.

Madri (en sánscrito: माद्री; IAST: Mādrī; IPA/sánscrito: [mɑːd̪riː] ) es un personaje de la antigua epopeya épica india Mahabharata, era la princesa del reino Madra y la segunda esposa del rey Kaurava, Pandu. 
El rey de Madrás celebró un swayambara para su hija Madri quien eligió a Pandu como su esposo pues sobresalia en gentileza y belleza sobre sus rivales. Bhishma compró a la encantadora Madri por una gran riqueza. 
Junto con Kunti, la primera esposa de Pandu, Madri sirvió fielmente a su esposo durante su vida de ermitaño en el bosque. Debido a la maldición que pesaba sobre Pandu, Madri, al igual que Kunti, no podía darle descendencia. Sin embargo, con la bendición del sabio Durvasa, Kunti tuvo la oportunidad de concebir a tres de los cinco Pandavas (Yudhisthira, Bhima y Arjuna) convocando a diferentes dioses con la ayuda de un mantra especial del Atharva Veda que le enseñó Durvasa. Pandu le solicitó a Kunti que le diera otro hijo, pero ella se negó, para no afectar al dharma, más accedió a enseñar el mantra a Madri. 
Madri convocó a los dioses gemelos Ashvin y concibió de ellos dos hijos, los gemelos Nakula y Sahadeva. A petición de su marido trató de obtener más descendencia mediante otro hechizo mágico de Kunti, pero Kunti se negó resueltamente pues no quería que la esposa más joven igualara su número de hijos. 
Quince años después del nacimiento de Yudhisthira, Kunti partió con los pandavas a un ashram cercano. Pandu quedó a solas con Madri y sintió un fuerte deseo pasional hacia ella haciendo que se olvidara de la maldición. Madri intentó resistirse pero Pandu era más fuerte que ella. Al consumar el acto el rey murió inmediatamente. 
Kunti culpó a Madri quien ya se sentía culpable por lo sucedido. Ambas querían cometer sati en la pira funeraria de su marido, pero los rishis les dijeron que su deber era quedarse con sus hijos. Madri convenció a Kunti de que cuidara a sus hijos y que permitiera que ella cometiera sati para satisfacer a su marido en la otra vida.
Después de la muerte de Madri, Kunti se encargó de la educación de los cinco Pandavas y su favorito y querido siempre fue el más joven de la Pandavas, Sahadeva.

## Etimología
La palabra Mādrī significa que es la princesa  del reino Madra.